# Spongia tampa
Spongia tampa är en svampdjursart som beskrevs av de Laubenfels och Storr 1958. Spongia tampa ingår i släktet Spongia och familjen Spongiidae. Inga underarter finns listade i Catalogue of Life.